# Heppen (Bad Sassendorf)
Heppen – dzielnica (Ortsteil) gminy Bad Sassendorf w powiecie Soest, w kraju związkowym Nadrenia Północna-Westfalia, w rejencji Arnsberg.

## Demografia
Według spisu ludności z 2015 roku, w Heppen mieszkało 394 mieszkańców.

## Historia
Heppen jest jednym z najstarszych miejsc w okręgu Soest, iż jego najwcześniejsze udokumentowane wzmianki pochodzą z około 850 roku. Wtedy jeszcze wieś nazywała się Heppiun. W Heppen stała kaplica św. Macieja, która została zburzona w 1548 roku.

### Reorganizacja gmin
Według ustawy z 24 czerwca 1969 roku (niem. Gesetz zur Neugliederung des Landkreises Soest und von Teilen des Landkreises Beckum, § 7, Heppen jest dzielnicą gminy Bad Sassendorf.

## Infrastruktura
Wieś, która składa się niemal wyłącznie z gospodarstw rolnych, od lat przechodzi nieustanne zmiany strukturalne: z 17 gospodarstw (1960/61) do 14 (1969/70), liczba ta zmniejszyła się do 10 w 1988 roku.

## Polityka
Burmistrzem dzielnicy (niem. Ortsvorsteher) jest Wilhelm Niggeschulze.